# Rott am Inn
Rott am Inn, Rott a.Inn – miejscowość i gmina w Niemczech, w kraju związkowym Bawaria, w rejencji Górna Bawaria, w regionie Südostoberbayern, w powiecie Rosenheim, siedziba wspólnoty administracyjnej Rott am Inn. Leży około 15 km na północ od Rosenheimu, nad rzeką Inn, przy drodze B15 i linii kolejowej Mühldorf am Inn – Rosenheim.

## Demografia
Dane o ludności z 31 grudnia 2008:
| Opis                                | Ogółem | Ogółem | Kobiety | Kobiety | Mężczyźni | Mężczyźni |
| ----------------------------------- | ------ | ------ | ------- | ------- | --------- | --------- |
| Jednostka                           | osób   | %      | osób    | %       | osób      | %         |
| Populacja                           | 3709   | 100    | 1844    | 49,72   | 1865      | 50,28     |
| Wiek przedprodukcyjny (0–17 lat)    | 786    | 21,19  | 374     | 10,08   | 412       | 11,11     |
| Wiek produkcyjny (18–65 lat)        | 2269   | 61,18  | 1104    | 29,77   | 1165      | 31,41     |
| Wiek poprodukcyjny (powyżej 65 lat) | 654    | 17,63  | 366     | 9,87    | 288       | 7,76      |

## Polityka
Wójtem gminy jest Marinus Schaber z BfR, wcześniej urząd ten obejmował Georg Maier, rada gminy składa się z 16 osób.
|      | CSU | SPD | BfR | RF | Razem |
| 2008 | 6   | 2   | 6   | 2  | 16    |
| 2002 | 8   | 3   | 3   | 2  | 16    |